# Segreteria di Stato per la sanità e la sicurezza sociale
La Segreteria di Stato per la sanità e la sicurezza sociale è l'organo di attuazione della politica sanitaria, previdenziale e sociale della Repubblica di San Marino.
L'attuale segretario di Stato per la sanità e la sicurezza sociale è Mariella Mularoni.